# Spělkov
Spělkov (in tedesco Spielkau) è un comune ceco situato nel distretto di Žďár nad Sázavou, nella regione di Vysočina.